# مومي نغامالو
مومي نغامالو (بالفرنسية: Moumi Ngamaleu)‏ (مواليد 9 يونيو 1994) هو لاعب كرة قدم. يلعب مع منتخب الكاميرون لكرة القدم. سبق له أن لعب في كأس القارات 2017 مع منتخب بلاده.

## روابط خارجية
- مومي نغامالو على موقع الاتحاد الدولي (مؤرشف)  (الإنجليزية)
- مومي نغامالو على موقع إي إس بي إن إف سي (الإنجليزية)
- مومي نغامالو على موقع قاعدة بيانات كرة القدم.إي يو (الإنجليزية)
- مومي نغامالو على موقع ناشيونال فوتبول تيمز (الإنجليزية)
- مومي نغامالو على موقع Soccerway.com (الإنجليزية)
- مومي نغامالو على موقع عالم كرة القدم.نت (الإنجليزية)